# Rassemblement actions jeunesse
Le Rassemblement actions jeunesse (RAJ) est une ONG fondée en 1992 dont le siège est à Alger, en Algérie. Ses principales missions sont la sensibilisation et la mobilisation des jeunes aux problèmes sociaux, ainsi que la promotion des activités culturelles et la promotion des droits de l'homme en Algérie.
L'association fait partie des Forces du pacte de l'Alternative démocratique, mises en place dans le cadre du Hirak. Elle est dissoute en octobre 2021.

## Création
L'association est créée par un groupe de jeunes en 1992. Elle est agréée le 16 mars 1993 sous le numéro 15 par le ministère algérien de l'Intérieur. Hakim Addad est vu comme son fondateur.

## Missions et structure
RAJ a comme missions la sensibilisation et la mobilisation des jeunes aux problèmes sociaux, la promotion des activités culturelles, et la sensibilisation des jeunes sur l'importance de droits de l'homme, de la citoyenneté et de la solidarité. L'association compte de nombreux jeunes universitaires.
En 2019, le président du RAJ est Abdelouhab Fersaoui.

## Actions et répression
En 2015, RAJ participe au Forum social de Tunis[réf. nécessaire].
En 2019, RAJ est très actif pendant le Hirak, un mouvement de manifestations hebdomadaires en faveur d'une transition démocratique en Algérie. Karim Boutata et Ahcène Kadi sont détenus fin septembre. Hakim Addad et cinq autres membres du RAJ sont arrêtés le 4 octobre. Le 14 novembre 2019, le président du RAJ, Abdelouhab Fersaoui, Boutata, Kadi, Addad, ainsi que Kheireddine Medjani, Wafi Tigrine, Djalel Mokrani, Kamel Ould Ouali, Ahmed Bouider et Massinissa Aissous, tous membres du RAJ, sont toujours détenus à la Prison d'El-Harrach. En publiant un rapport ce jour-là sur les détentions des membres du RAJ et d'autres activistes du Hirak, Human Rights Watch déclare, « Cette vague d’arrestations semble s’inscrire dans une stratégie visant à affaiblir toute tentative d’opposition aux dirigeants intérimaires de l’Algérie ». 
Arrêtés en octobre 2019 et mis en liberté provisoire le 2 janvier, cinq membres du RAJ (Hakim Addad, Ould Ouali Nassim, Massinissa Aissous, Djallal Mokrani et Hmimi Bouider) sont relaxés le 3 décembre 2020.
Abdelwahab Fersaoui est condamné le 6 avril 2020 à un an de prison pour « atteinte à l’intégrité du territoire national et incitation à la violence ». Il est rejugé en appel et condamné le 18 mai 2020 à 6 mois de prison, ce qui permet sa libération immédiate.

## Dissolution
En mai 2021, le ministre de l'intérieur engage une procédure judiciaire en vue de dissoudre cette association.En octobre 2021, le tribunal administratif d’Alger annonce la dissolution du Rassemblement actions jeunesse,. Le Conseil d'État confirme la dissolution en février 2023.